# Герб Смотрича (Кам'янець-Подільський район)
Герб Смотрича — офіційний символ села Смотрич Кам'янець-Подільського району Хмельницької області, затверджений рішенням №10 XXVI сесії сільської ради VII скликання від 15 червня 2018 року. Авторами герба є В.М.Напиткін та К.М.Богатов.

## Опис
В срібному кам'яному щиті хвилястий лазуровий стовп. Поверх усього стрибає золота лань. Щит вписаний у декоративний картуш і увінчаний золотою сільською короною. Унизу картуша напис "СМОТРИЧ".

## Символіка
Щит символізує розташування села на березі каньйону річки Смотрич і знаменитий міст "Стрімка лань".